# 1841 Масарик
1841 Масарик (1841 Masaryk) — мала планета головного поясу з діаметром 53 км, яку 26 жовтня 1971 року відкрив Любош Когоутек — чехословацький астроном, що походить із моравської сім'ї. Малу планету названо на честь першого призначеного президента Чехословаччини Томаша Гарріга Масарика.
Тіссеранів параметр щодо Юпітера — 3,133.